# Credit default swap
Il credit default swap (CDS) è uno swap che ha la funzione di trasferire il rischio di credito. È classificato come uno strumento di copertura ed è il più comune tra i derivati creditizi.

## Schema base di un CDS
Un investitore (A) vanta un credito (per esempio in ragione di un prestito) nei confronti di una controparte debitrice (B). L'investitore A vuole proteggersi dal rischio che la parte B fallisca e che il credito perda di valore o diventi inesigibile. A tal fine si rivolge a una terza parte C, disposta ad accollarsi tale rischio; la controparte C agisce come se fosse un'assicurazione e nel gergo tecnico è definita protection seller, ovvero "venditore di protezione". La parte A si impegna a versare a C un importo periodico, il cui ammontare è il "prezzo" della copertura ed è il principale oggetto dell'accordo contrattuale; in cambio di tale flusso di cassa, il venditore di protezione (C) si impegna a rimborsare alla parte A il valore nominale del titolo di credito, nel caso in cui il debitore B diventi insolvente (evento in gergo definito come credit default). L'accordo contrattuale tra A e C sul titolo sottostante B è definito credit default swap (CDS). Nel mondo finanziario i CDS sono nati e si sono diffusi come strumenti di copertura, perché consentono di "scambiare" protezione sul mercato come avviene per le valute o per le materie prime. Tuttavia questi strumenti, come tutti i derivati in generale, sono utilizzabili anche a scopi speculativi (vedi paragrafo "Uso speculativo dei CDS"). La durata, o scadenza, di un CDS può variare, tipicamente da 2 anni a 10 anni, ma essendo contratti non standardizzati (ne esistono molteplici varianti) sono scambiati sul mercato over-the-counter (non regolamentato), dove è possibile pattuire con la controparte qualsiasi durata. I credit default swap sono anche utilizzati come copertura dal rischio di fallimento (o di declassamento del rating) di uno Stato. In tal caso sono detti in gergo "CDS sovrani" (sovereign CDS).

## Dettagli tecnici e terminologici
La reference entity è l'ente che ha emesso degli strumenti di debito, di solito obbligazioni societarie, definite reference obligation. Il periodo di validità della protezione è detto effective date o termination date. Il contratto nomina un calculation agent chiamato a dire se si è verificato un evento relativo al credito e a definire l'ammontare del pagamento da effettuare al verificarsi di tale evento.
Un'altra clausola tipica è la restructuring clause, la quale determina quale forma di ristrutturazione del debito della reference entity rappresenti un evento relativo al credito. Ad esempio una società in difficoltà finanziarie potrebbe decidere di posticipare la scadenza delle proprie obbligazioni e quindi del pagamento degli obbligazionisti, fatto che può rappresentare o meno un evento significativo. Solitamente un contratto più restrittivo in tal senso è più rischioso e dunque più costoso. Un diverso fattore che influisce sul costo di un contratto CDS è la maggiore o minore anzianità del debito coperto dal contratto. In caso di fallimento della società, le obbligazioni emesse in forma di debito senior hanno la priorità rispetto alle obbligazioni che costituiscono il debito subordinato, altrimenti detto junior, causando un maggiore credit spread del debito junior.
Il venditore di un contratto CDS darà una quota alla pari per una determinata reference entity, anzianità, scadenza e forma di ristrutturazione debitoria. Ad esempio il venditore di un contratto CDS può valutare il premio da pagare per un CDS di 5 anni di durata sul debito senior della FIAT con modificate condizioni di ristrutturazioni 100 basis point. Il premio alla pari viene calcolato in modo tale che il contratto abbia un valore attuale pari a zero a scadenza. Ciò perché il valore atteso del pagamento del venditore è esattamente uguale e opposto al valore atteso del premio pagato (in un'unica soluzione o ratealmente) dall'acquirente. Il fattore che maggiormente influisce sul costo della copertura è il merito di credito (spesso approssimato dal rating creditizio) del debito cui si fa riferimento. Un merito di credito inferiore comporta un rischio maggiore che la reference entity si riveli insolvente e per questo motivo il costo della copertura sarà più elevato.

## Esempio
Il sottoscrittore di obbligazioni per 10 milioni di euro, con durata di 5 anni, emessa dalla Società Rischiosa, copre il rischio di insolvenza del debitore acquistando un CDS dalla Banca Derivati per un importo nominale di 10 milioni di euro, pagando ad esempio il 2% dei 10 milioni garantiti.
Se la Società Rischiosa non è insolvente, allo scadere dei 5 anni restituisce il valore dell'obbligazione al sottoscrittore, che sopporta un costo per essersi "assicurato" tramite l'acquisto del CDS. Tale costo riduce il rendimento dell'investimento ed elimina il rischio di perdite da parte del sottoscrittore.
Se la Società Rischiosa è insolvente 3 anni dopo la sottoscrizione del CDS, il pagamento del premio è interrotto e la Banca Derivati rimborsa al sottoscrittore la perdita di 10 milioni di euro subita. Qualora il merito di credito della Società Rischiosa migliorasse significativamente o fosse acquisita da una Società più solida dopo 3 anni, il sottoscrittore delle obbligazioni potrebbe eliminare o ridurre la sua posizione nel CDS vendendo sul mercato i rimanenti due anni di copertura.

## Uso speculativo dei CDS
I CDS, al pari dell'investimento in opzioni su azioni, possono essere usati come strumenti speculativi, ossia strumenti ad alto rendimento (ma anche ad alto rischio), dando la possibilità di realizzare un grosso profitto da variazioni nel merito di credito di una società, a fronte di rischi finanziari altrettanto elevati. 
Con i CDS diventa possibile assumere posizioni rialziste o ribassiste sul bene "protezione" di singoli nomi o di intere categorie industriali in modo simile a come è possibile farlo per esempio sul petrolio, sull'oro o sulle azioni di una società multinazionale. È infatti possibile scambiare CDS già stipulati. Un abile trader può acquistare protezione su un'azienda quando questa è solida e prospera e la protezione si compra a basso prezzo (perché, appunto l'azienda è sana); può quindi rivendere la protezione sugli impegni di tale azienda quando la situazione patrimoniale dell'azienda comincia a deteriorarsi (la protezione ora ha un prezzo assai più caro perché l'azienda è in crisi, così come, a parità di condizioni, accendere una assicurazione sulla vita per un settantenne è molto più oneroso che farlo per un ventenne). Movimenti speculativi di questo tipo comportano rischi elevatissimi. Le banche a volte non hanno modo di rappresentare in modo integrale e realistico i rischi implicati da tali strumenti. I CDS sono stati uno degli ingredienti alla base della grande crisi dei subprime e hanno portato quasi al fallimento la società americana AIG .

## Pricing
Un CDS viene prezzato con l'ausilio di un modello che prende in considerazione quattro input: il premio all'emissione, il tasso di recovery, le probabilità di default della reference entity, e la curva dei tassi d'interesse. Se non si verificassero mai eventi di insolvenza il prezzo di un CDS sarebbe semplicemente la sommatoria dei flussi di cassa scontati relativi al pagamento del premio. Ma così non è, e i modelli di pricing del CDS devono prendere in considerazione la possibilità che si verifichi l'insolvenza in un momento compreso tra la data di inizio e la scadenza del CDS. Ai fini della spiegazione si può immaginare il caso di un CDS di durata 1 anno con data di inizio {\displaystyle t_{0}} che preveda 4 pagamenti trimestrali del premio nelle date {\displaystyle t_{1}}, {\displaystyle t_{2}}, {\displaystyle t_{3}}, e {\displaystyle t_{4}}. Se il valore nominale di un CDS è {\displaystyle N} e il premio di emissione è {\displaystyle c} l'ammontare dei pagamenti trimestrali del premio è {\displaystyle Nc/4}. Se si assume per semplificare che l'insolvenza possa avvenire solo in una delle date fissate per i pagamenti trimestrali del premio ci sono 5 modi in cui il contratto può finire: qualora non si verifichi l'insolvenza, in questo caso i 4 pagamenti del premio sono effettuati e il contratto sopravvive fino a scadenza, o l'insolvenza si verifica in corrispondenza della prima, seconda, terza o quarta data fissata per il pagamento. Per dare un prezzo al CDS si deve dunque assegnare le possibilità relative ai 5 diversi casi, e quindi calcolare il valore attuale del payoff di ciascun caso. Il valore attuale del CDS è semplicemente dato dal valore attuale dei 5 payoff moltiplicati per la loro possibilità di verificarsi.
Questa procedura è illustrata nel diagramma ad albero qui sotto in cui in corrispondenza di ciascuna data fissata per il pagamento o si verifica un evento di insolvenza, nel qual caso il contratto finisce con un pagamento di {\displaystyle N(1-R)} (in rosso), in cui {\displaystyle R} è il recovery rate, oppure il contratto sopravvive per il non verificarsi dell'insolvenza, nel qual caso si verifica un pagamento pari a {\displaystyle Nc/4} (in blu). In ciascuna biforcazione del diagramma sono rappresentati i flussi di cassa relativi a quel punto nel tempo con i pagamenti del premio in blu e i pagamenti in caso di default in rosso. Se il contratto viene terminato il relativo quadrato è colorato all'interno.
Al tempo dell'i-esimo pagamento, la probabilità di sopravvivere tra il periodo {\displaystyle t_{i-1}} ed il {\displaystyle t_{i}} senza che si verifichino pagamenti per l'insolvenza è data da {\displaystyle p_{i}} e la probabilità che si verifichi insolvenza è data {\displaystyle 1-p_{i}}. Il calcolo del valore attuale dati i fattori di sconto da {\displaystyle \delta _{1}} a {\displaystyle \delta _{4}} è dunque
| Descrizione                            | Pagamento premio PV                                                               | Pagamento default PV              | Probabilità                                               |
| -------------------------------------- | --------------------------------------------------------------------------------- | --------------------------------- | --------------------------------------------------------- |
| Default al tempo {\displaystyle t_{1}} | {\displaystyle 0}                                                                 | {\displaystyle N(1-R)\delta _{1}} | {\displaystyle 1-p_{1}}                                   |
| Default al tempo {\displaystyle t_{2}} | {\displaystyle -{\frac {Nc}{4}}\delta _{1}}                                       | {\displaystyle N(1-R)\delta _{2}} | {\displaystyle p_{1}(1-p_{2})}                            |
| Default al tempo {\displaystyle t_{3}} | {\displaystyle -{\frac {Nc}{4}}(\delta _{1}+\delta _{2})}                         | {\displaystyle N(1-R)\delta _{3}} | {\displaystyle p_{1}p_{2}(1-p_{3})}                       |
| Default al tempo {\displaystyle t_{4}} | {\displaystyle -{\frac {Nc}{4}}(\delta _{1}+\delta _{2}+\delta _{3})}             | {\displaystyle N(1-R)\delta _{4}} | {\displaystyle p_{1}p_{2}p_{3}(1-p_{4})}                  |
| Nessun default                         | {\displaystyle -{\frac {Nc}{4}}(\delta _{1}+\delta _{2}+\delta _{3}+\delta _{4})} | {\displaystyle 0}                 | {\displaystyle p_{1}\times p_{2}\times p_{3}\times p_{4}} |

Le probabilità {\displaystyle p_{1}}, {\displaystyle p2}, {\displaystyle p3}, {\displaystyle p4} possono essere calcolate utilizzando la curva credit spread. La probabilità che non si verifichi insolvenza nel periodo di tempo compreso tra {\displaystyle t} e {\displaystyle t+\Delta t} decade esponenzialmente con una costante di tempo determinata dal credit spread, o matematicamente {\displaystyle p=exp(-s(t)\Delta t)} dove {\displaystyle s(t)} è la credit spread zero curve al tempo {\displaystyle t}. Maggiore è la rischiosità della reference entity maggiore lo spread e maggiore la velocità con cui la probabilità di sopravvivenza decade nel tempo.
Per ottenere il valore attuale complessivo del CDS si abbina la probabilità di ciascun evento con il suo relativo valore attuale
| {\displaystyle PV} | {\displaystyle =} | {\displaystyle (1-p_{1})N(1-R)\delta _{1}}                                                                        |
|                    |                   | {\displaystyle +p_{1}(1-p_{2})[N(1-R)\delta _{2}-{\frac {Nc}{4}}\delta _{1}]}                                     |
|                    |                   | {\displaystyle +p_{1}p_{2}(1-p_{3})[N(1-R)\delta _{3}-{\frac {Nc}{4}}(\delta _{1}+\delta _{2})]}                  |
|                    |                   | {\displaystyle +p_{1}p_{2}p_{3}(1-p_{4})[N(1-R)\delta _{4}-{\frac {Nc}{4}}(\delta _{1}+\delta _{2}+\delta _{3})]} |
|                    |                   | {\displaystyle -p_{1}p_{2}p_{3}p_{4}(\delta _{1}+\delta _{2}+\delta _{3}+\delta _{4}){\frac {Nc}{4}}}             |

Il prezzo di un credit default swap si può inoltre anche derivare calcolando l'asset swap spread di un'obbligazione. Se un'obbligazione ha uno spread di 100 e lo swap ha uno spread di 50 punti base, il contratto cds dovrebbe essere scambiato a 50. Ad ogni modo per via di inefficienze del mercato non sempre tale relazione è rispettata.

## Livelli e flussi
La Banca dei regolamenti internazionali ha stimato che il valore nozionale dei forward e swap sul debito emesso assommasse a 3.846 miliardi di dollari alla fine del giugno 2004, in crescita rispetto ai 536 miliardi di dollari a fine del giugno 2001.
L'Office of the Comptroller of the Currency ha comunicato che il valore nominale dei derivati creditizi posti in essere da 882 banche censite ammontasse a 5.472 miliardi di dollari alla fine del marzo 2006.
L'International Swaps and Derivatives Association (ISDA) ha comunicato che il valore nominale dei cds è cresciuto del 52% nella prima metà del 2006, raggiungendo i 2.600 miliardi di dollari.

## Critiche
Warren Buffett nel 2002 ha definito in una famosa frase i derivati come armi finanziarie di distruzioni di massa. Nel report annuale agli azionisti Buffet scriveva:
Secondo il finanziere George Soros, i CDS andrebbero semplicemente messi al bando: gli svantaggi sono superiori ai vantaggi.
Il mercato dei derivati creditizi è al momento molto esteso, in molti casi l'ammontare dei derivati creditizi in circolazione e riferiti ad un singolo ente è ampiamente superiore alle obbligazioni in circolazione. Ad esempio, la società X potrebbe avere 1 miliardo di dollari di debito in circolazione e 10 miliardi di dollari di contratti CDS in circolazione. Qualora la società X risultasse insolvente, e si riuscisse a recuperare solo 40 centesimi per dollaro, la perdita per gli investitori che detengono le obbligazioni ammonterebbe a 600 milioni di dollari. La perdita per coloro che hanno venduto CDS ammonterebbe invece a 6 miliardi di dollari. Invece di disperdere il rischio, i derivati creditizi di fatto amplificano le perdite nel caso di insolvenza.
Secondo molti economisti i derivati hanno giocato un ruolo centrale nella "crisi dei mutui" subprime statunitense. In particolare proprio stock options e credit default swap.
Gli assicuratori, come la Aig (American International Group), che li avevano emessi, avevano calcolato male il rischio, e quando le obbligazioni assicurate hanno perso di valore l'assicuratore ha rischiato il fallimento. La Aig ha dovuto essere salvata dal Dipartimento del Tesoro degli Stati Uniti.
Una seconda preoccupazione è relativa al pricing. Dal momento che gli spread dei CDS si derivano dall'asset swap pricing, lo spread su un contratto CDS sarà solitamente inferiore allo spread dell'obbligazione sottostante sul debito sovrano. Ciò comporta un'anomalia nel pricing. Se un'obbligazione ha uno spread di 100 (per compensare l'investitore del rischio di insolvenza), e lo spread dello swap è di 50 punti base, il contratto CDS si dovrebbe scambiare a 50. Un investitore che voglia incassare il premio di un CDS riceverà un pagamento di 50 punti base l'anno in contropartita alla sua assunzione del rischio di credito. Se invece l'obbligazione ha uno spread di 50, e lo spread dello swap è di 50 punti base, il contratto CDS dovrebbe teoricamente essere scambiato a zero. Ciò è chiaramente ridicolo in quanto nessuno assicurerebbe l'investitore contro il rischio di insolvenza senza ricevere nessun premio. Ma dal momento che il rischio di credito è prezzato come uno spread al di sopra del rischio bancario questo è il risultato.